# Thorpe End
Thorpe End – wieś w Anglii, w hrabstwie Norfolk. Leży 6,2 km od Norwich i 161,6 km od Londynu. W 2016 miejscowość liczyła 1219 mieszkańców.